# فيجيروبوليس دي أوستي
فيجيروبوليس دي أوستي بلدية في ولاية ماتو جروسو في المنطقة الوسطى الغربية من البرازيل.